# Akicera
Akicera is een geslacht van rechtvleugeligen uit de familie Pamphagidae. De wetenschappelijke naam van dit geslacht is voor het eerst geldig gepubliceerd in 1831 door Jean Guillaume Audinet Serville.

## Soorten
Het geslacht Akicera omvat de volgende soorten:
- Akicera fusca Thunberg, 1815
- Akicera grisea Serville, 1831